# Осока рідкоколоса
Осока рідкоколоса, осока рідковолоса (Carex remota) — вид рослин родини осокові (Cyperaceae), поширений у пн.-зх. Африці, Європі й Азії.

## Опис
Багаторічна трав'яниста рослина 30–60 см заввишки. Покривні листки колосків довгі, листоподібні, перевищують у багато разів колоски. Останні в числі 5–8, яйцюваті або овальні, ≈1 см завдовжки. Приквіткові луски яйцеподібні, гострі, зелені. Мішечки яйцеподібні, до 4 мм завдовжки, зелені, з жилками, і 2-зубчастим носиком.

## Поширення
Поширений у пн.-зх. Африці, Європі, зх. й пд.-зх. Азії.
В Україні вид зростає в тінистих дібровах, нерідко в долинах лісових струмків або западин — в Лісостепу (у т.ч. Закарпатську обл.), Лівобережному Поліссі (Чернігівська обл.) і гірському Криму спорадично.